# PA2G4
PA2G4‏ (Proliferation-associated 2G4) هوَ بروتين يُشَفر بواسطة جين PA2G4 في الإنسان.

## الوظيفة
يُشفِّر هذا الجين بروتينًا يرتبط بالحمض النووي الريبي (RNA) ويشارك في تنظيم النمو. يوجد هذا البروتين في مُركَّبات الريبونوكليوبروتين ما قبل الريبوسوم، وقد يشارك في تجميع الريبوسومات وتنظيم الخطوات المتوسطة والمتأخرة من معالجة الرنا الريبوسومي. يتفاعل هذا البروتين مع المجال السيتوبلازمي لمستقبل ErbB3، وقد يُسهم في نقل إشارات تنظيم النمو. يُعدّ هذا البروتين أيضًا مثبطًا أساسيًا نسخيًا للجينات المُنظَّمة بمستقبلات الأندروجين وغيرها من الجينات المُنظِّمة لدورة الخلية من خلال تفاعلاته مع إنزيمات إزالة أسيتيل الهيستون. وقد ثبت تورط هذا البروتين في تثبيط نمو الخلايا السرطانية البشرية وتحفيز تمايزها. ومن المفارقات أن التعبير عن EBP1 ينخفض في سرطان البروستاتا، ولكنه يزداد في ابيضاض الدم النقوي الحاد. وقد تم تحديد ستة جينات كاذبة، تقع على الكروموسومات 3، 6، 9، 18، 20، وX.

## التفاعل
لقد ثبت أن PA2G4 يتفاعل مع ERBB3، وبروتين ورم أرومة الشبكية، ومستقبل الأندروجين.